# Hailan He
Hailan He är ett vattendrag i Kina. Det ligger i provinsen Jilin, i den nordöstra delen av landet, omkring 370 kilometer öster om provinshuvudstaden Changchun.
Genomsnittlig årsnederbörd är 967 millimeter. Den regnigaste månaden är juli, med i genomsnitt 216 mm nederbörd, och den torraste är januari, med 9 mm nederbörd.